# Carl Ursell
Carl Victor Matias Ursell, född den 17 maj 1857 i Jönköping, död den 2 februari 1924 i Eslöv, var en svensk jurist.
Ursell avlade mogenhetsexamen i Uppsala 1877 och blev samma år student vid Lunds universitet, där han avlade hovrättsexamen 1881. Han blev vice auditör i Bohusläns regemente 1881 och vice häradshövding under Göta hovrätt 1883. Ursell var auditör vid nämnda regemente 1884–1892 och i regementets reserv 1892–1900. Han utnämndes 1896 till häradshövding i Frosta domsaga (från 1916 Frosta och Eslövs domsaga), vilket han förblev till sin död. Ursell blev riddare av Nordstjärneorden 1907. Han vilar på Norra kyrkogården i Lund.